# Geologia della Calabria
Quasi tutto il territorio calabrese appartiene al dominio geologico chiamato Arco Calabro Peloritano. Tale arco è stato interpretato dai geologi come un frammento di catena alpina stricto sensu, che si distingue dalle altre unità dell'Appennino meridionale essendo costituito da unità tettoniche non calcaree, bensì metamorfiche o cristalline, includendo anche rocce risalenti al Paleozoico, e con metamorfismo pre-neogenico con picco metamorfico nell'Eocene (al contrario nell'appennino è neogenico). L'interpretazione della geologia della Calabria ha da sempre rappresentato uno dei problemi più interessanti della geologia del Mediterraneo.
L'arco calabro peloritano è separato a nord dalla linea di Sangineto e a sud dalla linea di Taormina, ed è un pezzo di Europa che - spezzatosi e separatosi dal blocco Sardo-Corso nel Miocene - ha ruotato e migrato verso sudest fino all'attuale posizione, cioè a sud dell'Appennino meridionale e a nord delle Magrebidi siciliane.
Incastrato a nord dall'Appennino e a sud dalla Sicilia, il blocco calabro inizia a piegarsi, appaiono di conseguenza faglie, bacini e graben, indotti dalla curvatura progressiva dell'arco calabro. A questi graben plio-quaternari si affiancano graben più antichi (Pliocene superiore) legati probabilmente all'apertura del Tirreno, come il graben del Mésima, che anticamente mettevano in comunicazione Tirreno e Ionio.

## Stratigrafia ed evoluzione strutturale
Dal punto di vista geologico, la Calabria è una delle regioni italiane in cui affiorano le rocce più antiche.
È caratterizzata inoltre dalla presenza di melange (argille varicolori di aspetto ruvido con colorazioni azzurrate-aranciate-rosse), che proviene dal prisma di accrezione: nel momento in cui la Calabria e placca africana iniziarono a collidere, il prisma che andava formandosi e crescendo faceva da "cuscinetto", e per tettonica di gravità il materiale del prisma, tritato, macinato e smembrato, cadeva formando una lingua di melange che entra per effetto della spinta collisionale e che assume infatti una geometria per cui a sud il melange ha uno spessore di quasi 1 km e si assottiglia fino a quasi sparire andando verso nord.

### Unità stratigrafiche
Di seguito le unità stratigrafiche presenti in Calabria:
Successioni sedimentarie del Pliocene medio-Olocene:
- Olocene-Pleistocene medio-superiore
- Pleistocene medio-Pliocene medio

Successioni sedimentarie dell'Oligocene-Pliocene:
- Complesso caotico
- Formazione di Oriolo
- Formazione di Albidona
- Formazione di Stilo - Capo d'Orlando
- Quarzareniti numidiche
- Formazione di Paludi
- Unità Sicilide
- Formazione del Saraceno
- Unità del Frido

Unità della Sila:
- Gruppi di Longobucco e Caloveto
- Batolite della Sila
- Unità di Bocchigliero
- Unità di Polia-Copanello-Gariglione
- Unità di Castagna
- Unità del fiume Bagni

Unità ofiolitifere:
- Unità di Malvito
- Unità di Gimigliano e Diamante-Terranova

Unità di Stilo:
- Copertura sedimentaria
- Batolite di Stilo
- Complesso metamorfico

Unità dell'Aspromonte:
- Complesso metamorfico
- Complesso plutonico
- Unità di Cardeto e unità di Africo

Unità carbonatiche di piattaforma-scarpata-bacino:
- Unità del Pollino
- Unità di Monte Ciagola
- Unità di Verbicaro
- Unità di San Donato
- Unità di Monte Cucuzzo

## Miocene e Pliocene
Sia nel Miocene che nel Pliocene vi furono trasgressioni marine, con l'acqua che raggiunse aree mai sommerse precedentemente. Si formarono così i bacini lacustri nelle aree depresse racchiuse tra le varie dorsali.
La presenza di terrazzi marini anche a mille metri di altezza non è però da attribuire a cicli regressivo-trasgressivi ma a un generale e (geologicamente) rapidissimo innalzamento del blocco calabro, che arriva a tassi anche di 1 m/anno, oggi spiegato come un rimbalzo isostatico della placca in subduzione dovuto alla rottura della placca stessa.

## Sismologia
Dal punto di vista geofisico, la Calabria è un'area molto sismica e negli ultimi secoli si sono registrati numerosi terremoti anche di fortissima intensità.

## Sottosuolo
Il sottosuolo della Calabria è ricco di numerose risorse minerarie.

## Coste
La Calabria detiene il 10% dell'intero patrimonio costiero dell'Italia (715,7 km), e presenta la più grande ed esclusiva varietà di spiagge formate da rocce diverse, come ad esempio gli scogli granitici della provincia reggina, del tirreno vibonese, e dello ionio catanzarese. Tali rocce sono presenti in misura minore anche in alcune località isolane del mar Mediterraneo (come ad esempio in Sardegna). Il litorale calabrese è infatti costituito praticamente da rocce di ogni era geologica, da quelle metamorfiche risalenti alle ere più antiche, alle dune di attuale formazione.